# Sojuz Molodëži

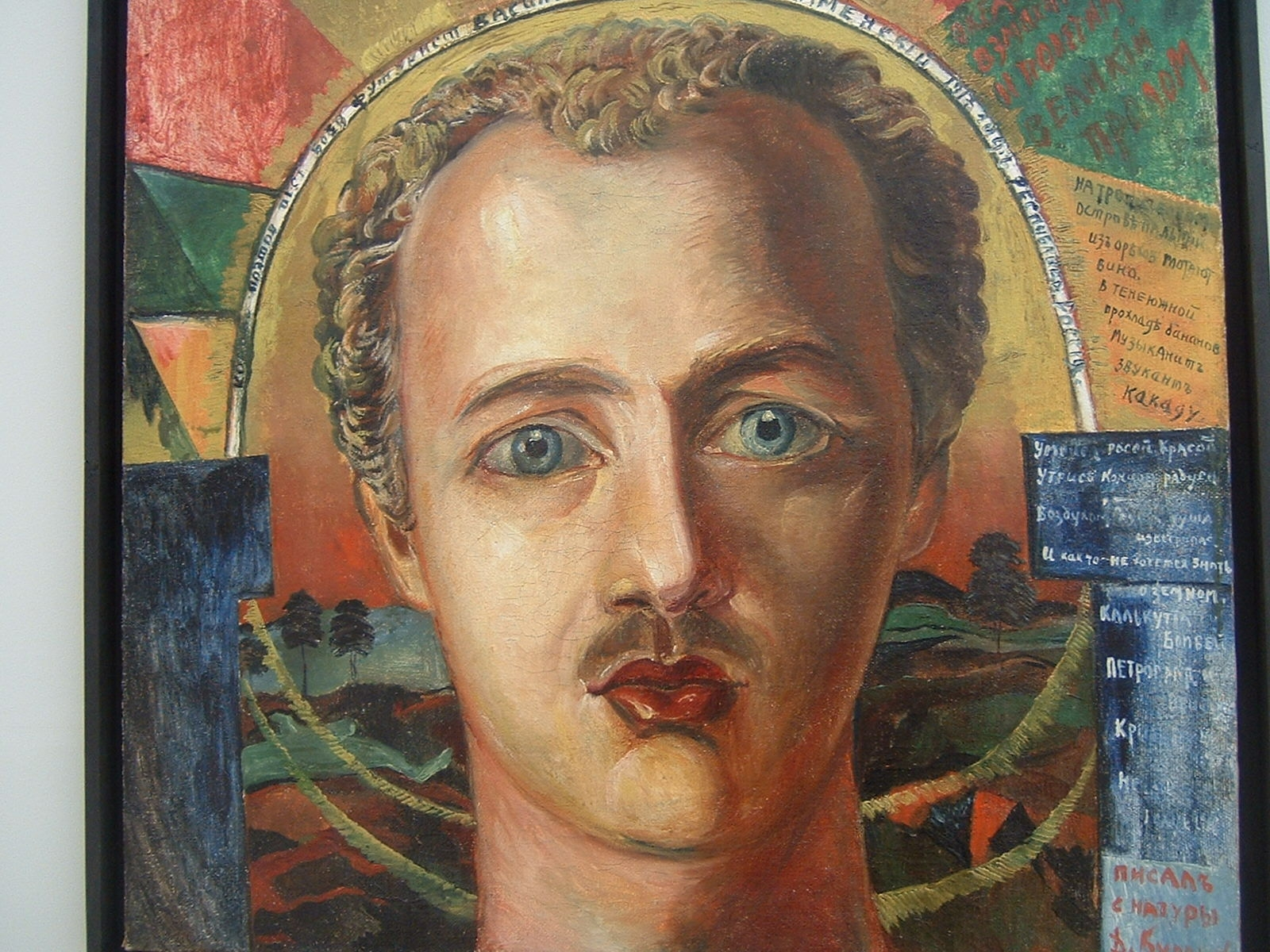
David Burljuk, Ritratto di Vasilij Kamenskij, 1917

Sojuz Molodëži (Unione della Gioventù, in russo Союз молодёжи?) era un gruppo artistico e una rivista d'arte di avanguardia russa organizzato nel 1910.
Appartenevano al gruppo oltre 30 membri e la maggior parte delle altre avanguardie russe partecipavano alle loro mostre.
Il presidente della società era un mecenate delle arti, Levkij Ževeržeev (Левкий Жевержеев). Il Manifesto del gruppo fu scritto da Ol'ga Rozanova. Tra i membri importanti della società c'erano:
Varvara Bubnova, Michail Matjušin, David Burljuk, Valdimir Burljuk, Jurij Annenkov, Kazimir Malevič, Pavel Filonov, Vladimir Tatlin, Ivan Kljun, Ivan Puni, Nadežda Lermontova, Aleksandra Ėkster, Valentin Bystrenin, Marc Chagall (esponente di una mostra), Nadežda Udal'cova, Svjatoslav Voinov, Pëtr Miturič, Nikolaj Tyrsa, Aleksej Griščenko, Lev Bruni, Natan Al'tman.
Nel 1913 il gruppo Sojuz Molodëži si fuse con il gruppo Гилей (in una federazione) che comprendeva: Vladimir Majakovskij, Velimir Chlebnikov ed Elena Guro.
Oltre ad organizzare mostre artistiche, il gruppo organizzava anche spettacoli teatrali. Il più famoso dei quali fu Vittoria sul Sole (libretto di Aleksej Kručënych e Velimir Chlebnikov, musica di Michail Matjušin, scenografia di Kazimir Malevič, 1913).
Il periodo classico del gruppo fu dal 1910 al 1914, terminando con l'esplosione della prima guerra mondiale. Nel 1917 il gruppo riesumò il proprio lavoro, organizzando la grande First Free Exhibit of Artists of All Trends al Museo Ermitage di Mosca (1919). Nel 1921 il gruppo diventò la Union of the Newest Trends presieduta da Vladimir Tatlin.